# نیوتن بای کسل ایکر
نیوتن بای کسل ایکر (به انگلیسی: Newton by Castle Acre) یک روستا و محله مدنی در بریتانیا است که در Breckland District واقع شده‌است. نیوتن بای کسل ایکر ۴٫۳۷ کیلومتر مربع مساحت و ۳۷ نفر جمعیت دارد.